# أوفه بنجتسون
أوفه بنجتسون (بالسويدية: Ove Bengtson) مواليد 5 أبريل 1945 في السويد، هو لاعب كرة مضرب سويدي سابق وكان يلعب باليد اليمنى. أعلى تصنيف له في الفردي كان المركز الـ 43 في سنة 1976.

## النهائيات
| الحصيلة | الرقم | التاريخ | الدورة                                  | الأرضية | الشريك      | المنافس في النهائي             | النتيجة في النهائي      |
| ------- | ----- | ------- | --------------------------------------- | ------- | ----------- | ------------------------------ | ----------------------- |
| الوصافة | 1.    | 1969    | بطولة كوينز للتنس، إنجلترا              | عشبية   | توماز كوتش  | أوين ديفيدسون دينيس رالستون    | 6–8, 3–6                |
| الوصافة | 2.    | 1972    | ألباني[ ؟ ]، الولايات المتحدة           | سجاد    | بيورن بورغ  | بوب هيويت فريو ماكميلان        | 2–6, 6–2, 2–6           |
| الفوز   | 1.    | 1973    | سانت لويس دبليو سي تي، الولايات المتحدة | سجاد    | جيم مكمانوس | تيري أديسون كولين ديبلي        | 6–2, 7–5                |
| الفوز   | 2.    | 1973    | إيستبورن                                | عشبية   | جيم مكمانوس | مانويل أورانتس أيون تيرياك     | 6–4, 4–6, 7–5           |
| الوصافة | 3.    | 1973    | سان فرانسيسكو، الولايات المتحدة         | سجاد    | جيم مكمانوس | روي إيمرسون ستان سميث          | 2–6, 1–6                |
| الفوز   | 3.    | 1974    | بولونيا دبليو سي تي، إيطاليا            | سجاد    | بيورن بورغ  | أرثر أش روسكو تانر             | 6–4, 5–7, 4–6, 7–6, 6–2 |
| الفوز   | 4.    | 1974    | لندن، إنجلترا                           | صلبة    | بيورن بورغ  | مارك فاريل جون لويد            | 7–6, 6–3                |
| الوصافة | 4.    | 1974    | بطولة السويد المفتوحة للتنس، السويد     | ترابية  | بيورن بورغ  | باولو برتولوتشي أدريانو باناتا | 6–3, 2–6, 4–6           |
| الفوز   | 5.    | 1975    | بطولة السويد المفتوحة للتنس، السويد     | ترابية  | بيورن بورغ  | خوان غسبرت مانويل أورانتس      | 7–6, 7–5                |

## روابط خارجية
- أوفه بنجتسون على موقع رابطة محترفي التنس (الإنجليزية)
- أوفه بنجتسون على موقع الاتحاد الدولي لكرة المضرب (الإنجليزية)
- أوفه بنجتسون على موقع كأس ديفيز (الإنجليزية)
- أوفه بنجتسون على موقع بطولة ويمبلدون (الإنجليزية)
- أوفه بنجتسون على موقع خلاصة التنس.كوم (الإنجليزية)